# 加富尔号航空母舰
加富尔号航空母舰（義大利語：Cavour；舷號：CVH550）是意大利海军21世紀的第一艘新航母。

## 歷史
本艦於2001年开工建造、2004年在热那亚下水，2008年服役，造價约17500亿里拉，其中1400亿里拉用于后勤。採用了分段建造法，由泛安科纳造船公司的两个船厂分别建造，一个负责70米长船艏建造，另一船厂负责船舯和船尾部分的建造之后移至意大利西北部的热那亚州舾装。
被命名为「加富尔」是为纪念1861年下令组建了皇家海军的意大利总理加富尔。他执政期间一直致力于意大利统一运动。正是由于这一原因，意大利总统钱皮才建议将这艘新航母命名为“加富尔”号。
2011年，加富尔号被指定為意大利海軍旗艦，接替加里波底號航空母艦的地位。
2018年底，加富尔号航母进入塔兰托港开始为F-35B上舰进行现代化改装工作。2020年5月7日加富尔号航母完成现代化改装，2020年6月12日离开塔兰托港进行出海测试。
2021年2月28日，加富爾號航母從美國海軍諾福克基地出發，在大西洋海域，美國海軍陸戰隊試飛員布拉德·里曼少校駕駛一架美國海軍陸戰隊的F-35B戰機首次降落在加富爾號航母甲板上。

## 圖庫

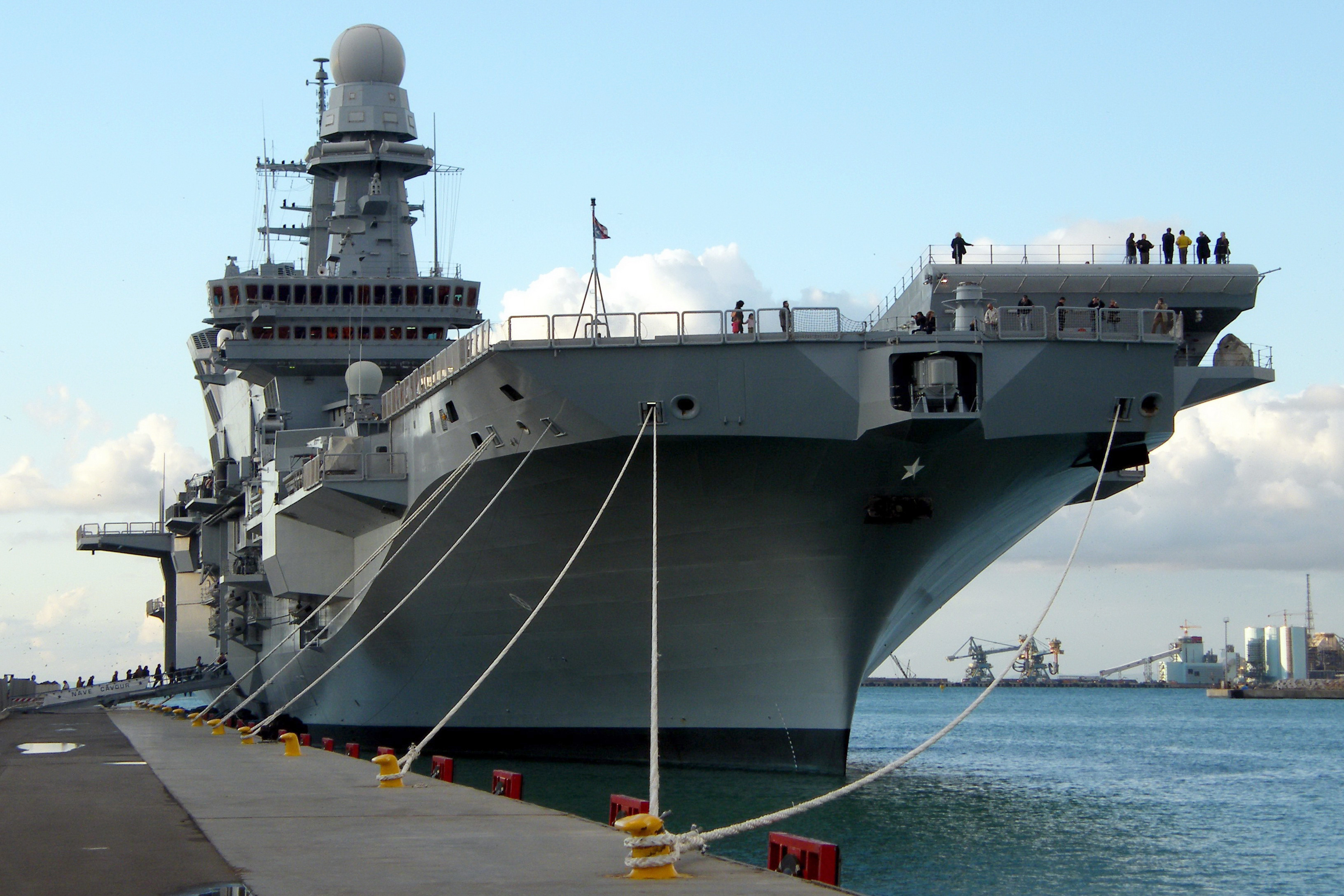
舰艏
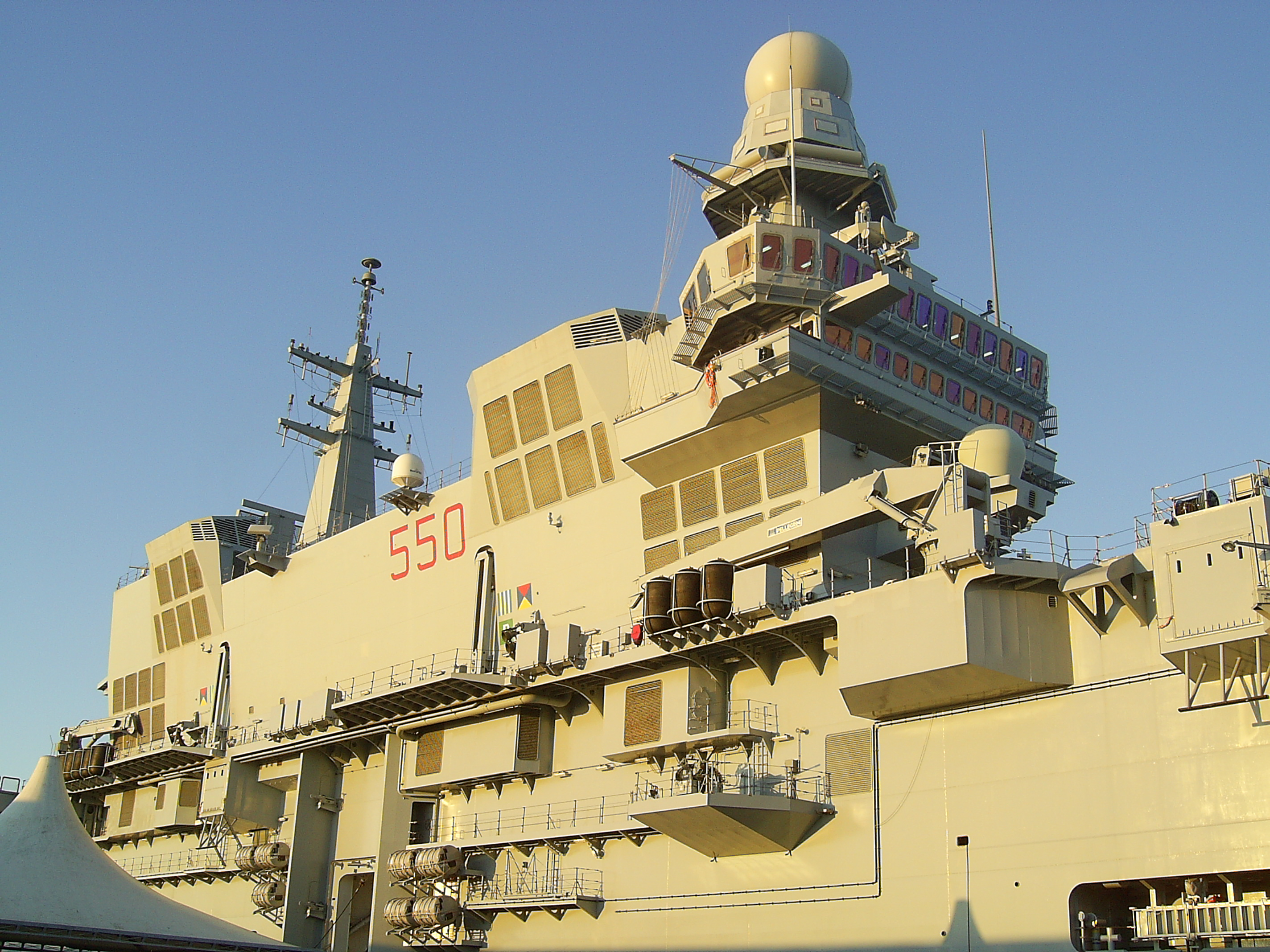
舰岛
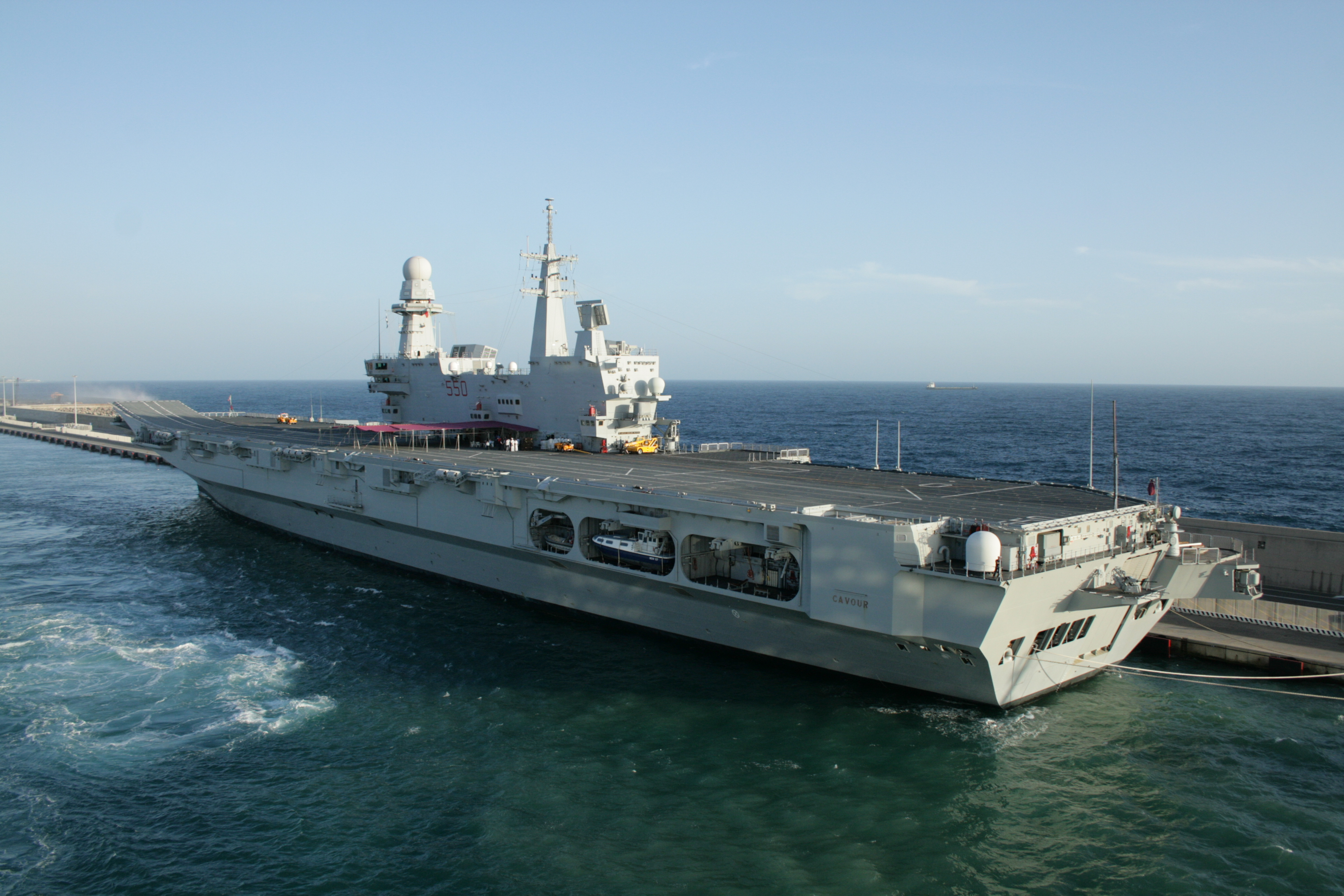
舰尾
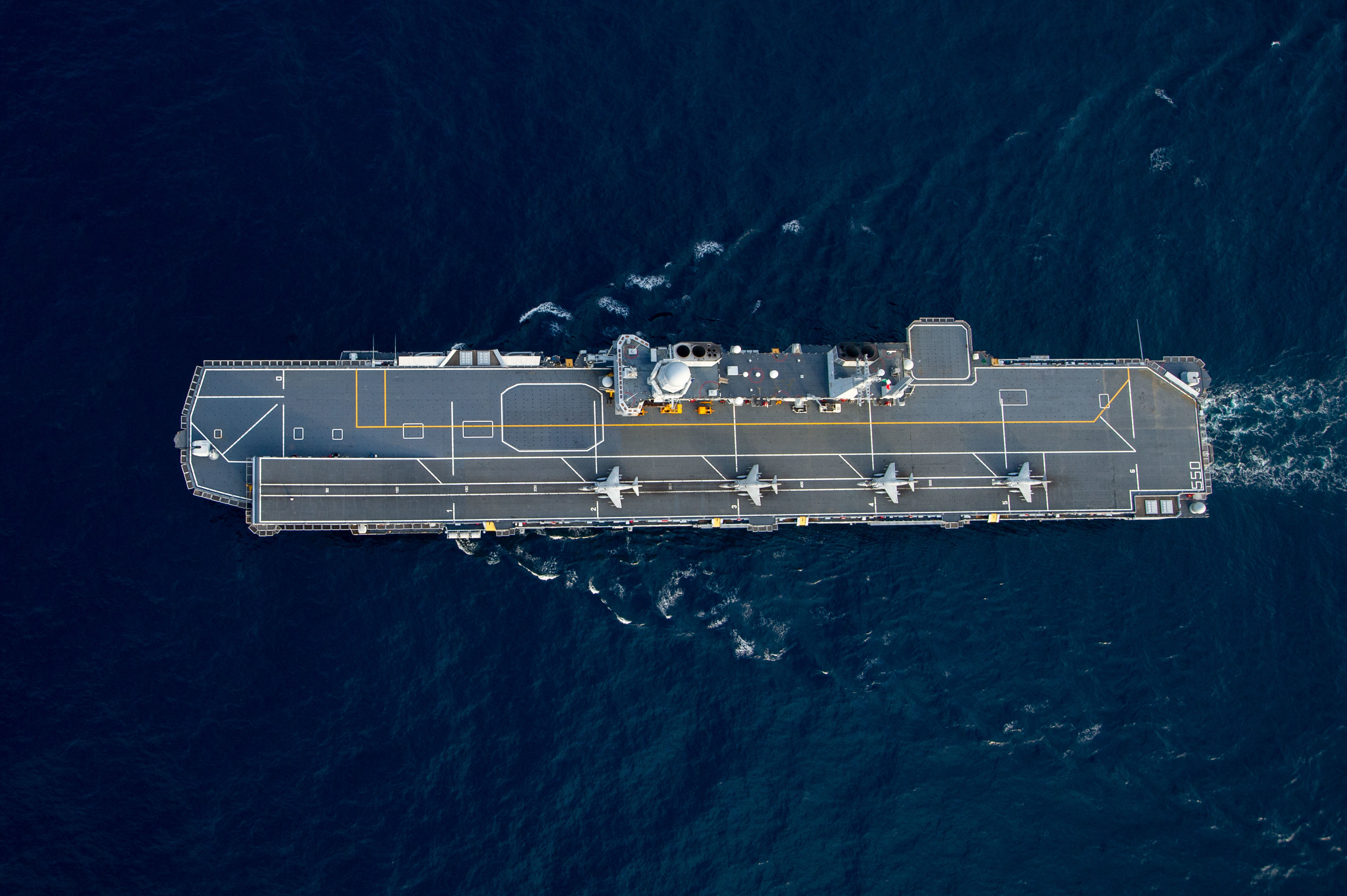
甲板
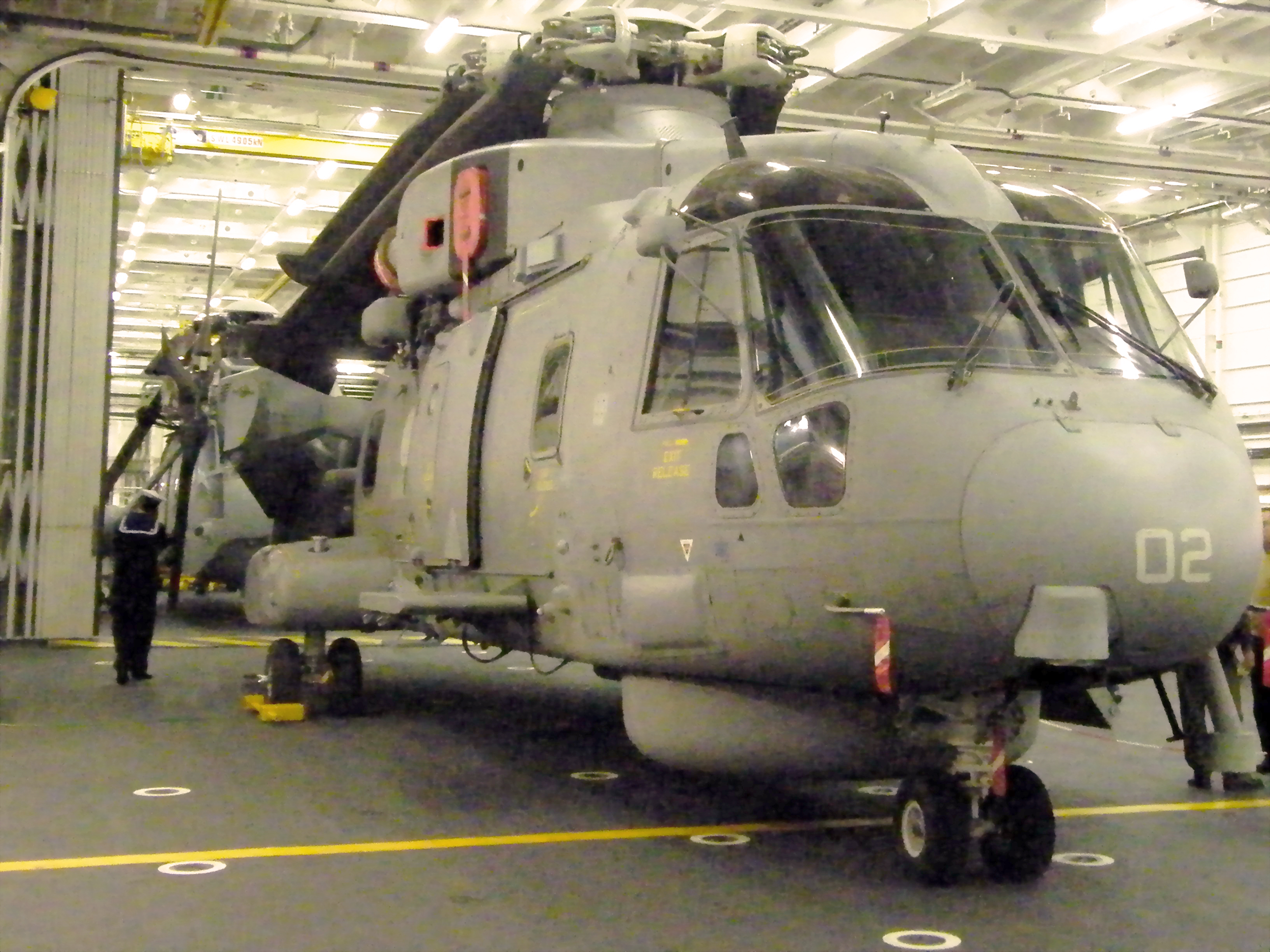
機庫
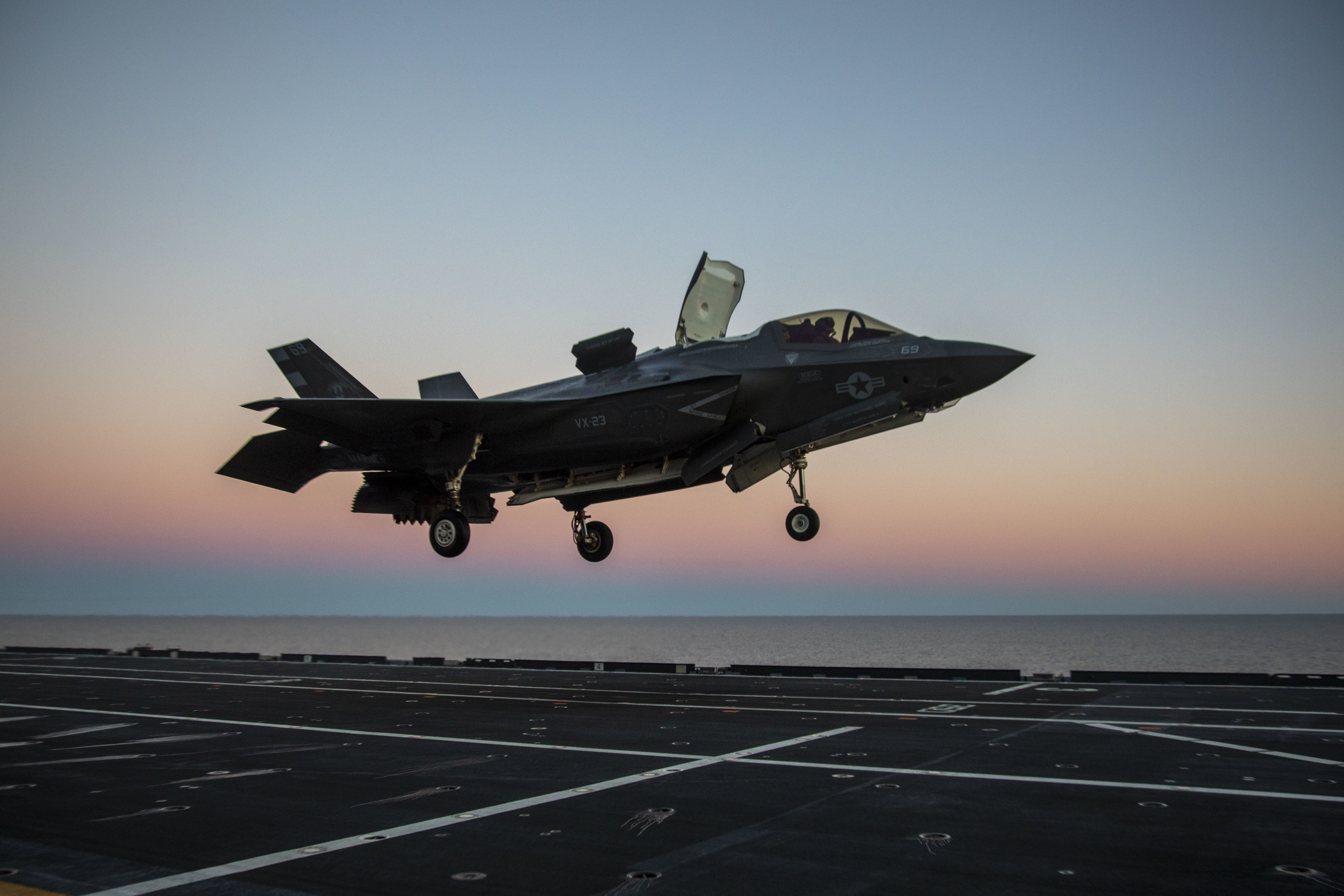
美國海軍陸戰隊F-35B在加富爾號航空母艦降落
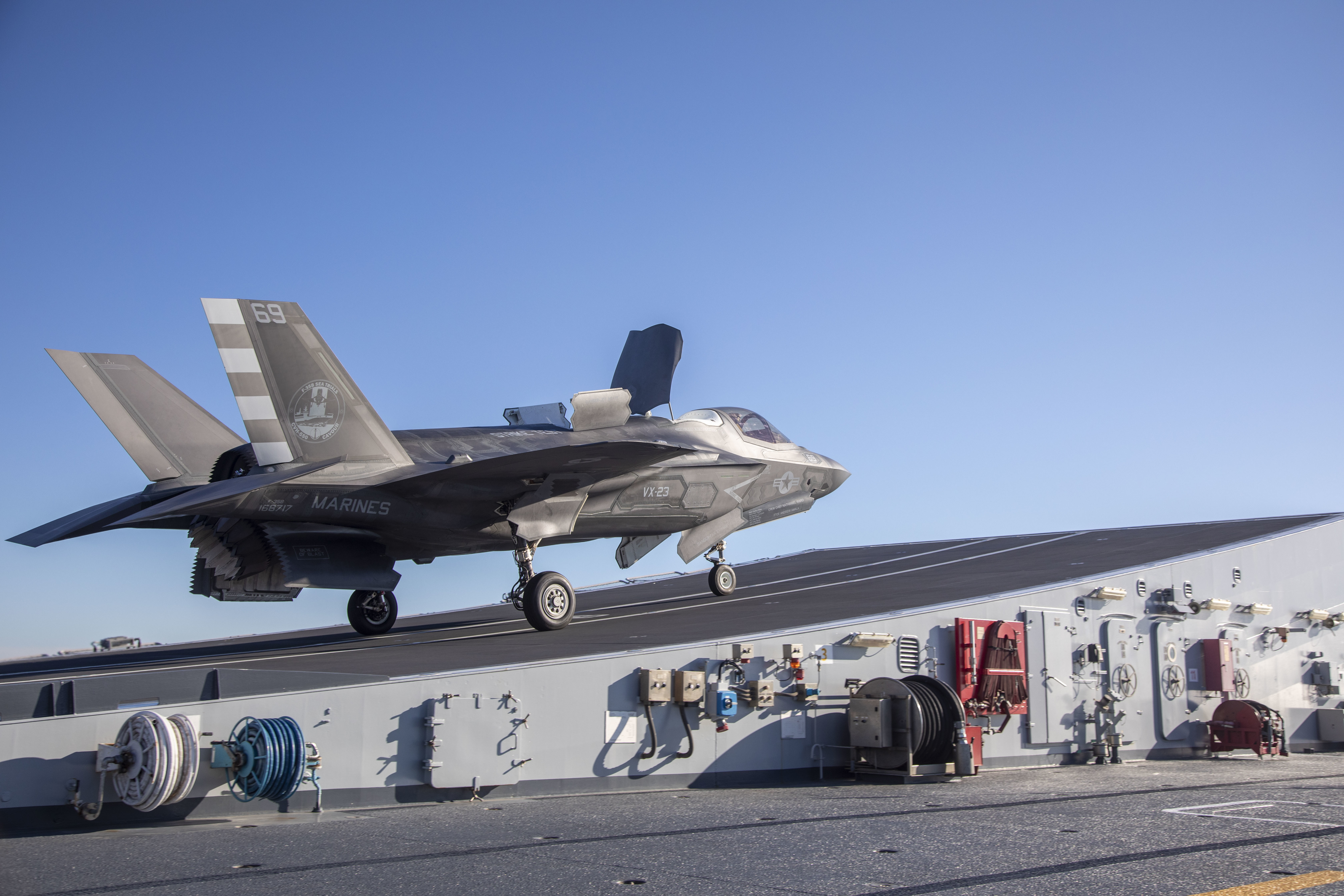
美國海軍陸戰隊F-35B在加富爾號航空母艦起飛

## 註解和參考

### 外部連結
- （意大利文） Cavour on the Marina Militare website（页面存档备份，存于）
- （英文） History, technical details and a collection of photo of Cavour（页面存档备份，存于）
- （英文） Naval-Technology（页面存档备份，存于）